# ジャン＝ルイ・バロー
ジャン＝ルイ・バロー（Jean-Louis Barrault、1910年9月8日 - 1994年1月22日）はフランスの俳優、演出家、劇団主宰者。日本には、映画『天井桟敷の人々』のバチスト役、および、1960年、1977年、1979年の三度の来日公演などにより、知られた。女優マドレーヌ・ルノーを妻とした。姪に女優のマリー＝クリスティーヌ・バローがいる。

## 生涯
パリ西郊、イヴリーヌ県ル・ヴェジネの、薬剤師の家に生まれた。パリのシャプタル高等中学校（Lycée Chaptal）を卒業し、父の希望に背き、店員や中学校の自習監督係などを経て、1931年、シャルル・デュラン一座に入り、ベン・ジョンソン作、シュテファン・ツヴァイク および ジュール・ロマン脚色の『ヴォルポーヌ』の端役で、初舞台を踏んだ。
貧窮の中で、1935年から2年間、アトリエ座俳優学校のエティエンヌ・ドクルー（Étienne Decroux）に、パントマイムも学んだ。この学校にはマルセル・マルソーもいた。1936年、ウィリアム・フォークナーの『母をめぐって』をアトリエ座で演出し、名を上げ、デュランの友人ルイ・ジューヴェにも、認められた。
1932年から1936年までジャック・プレヴェール、ポール・グリモー、クロード・オータン＝ララらが組織したアジプロ劇団『10月グループ』（Groupe Octobre）の、メンバーでもあった。

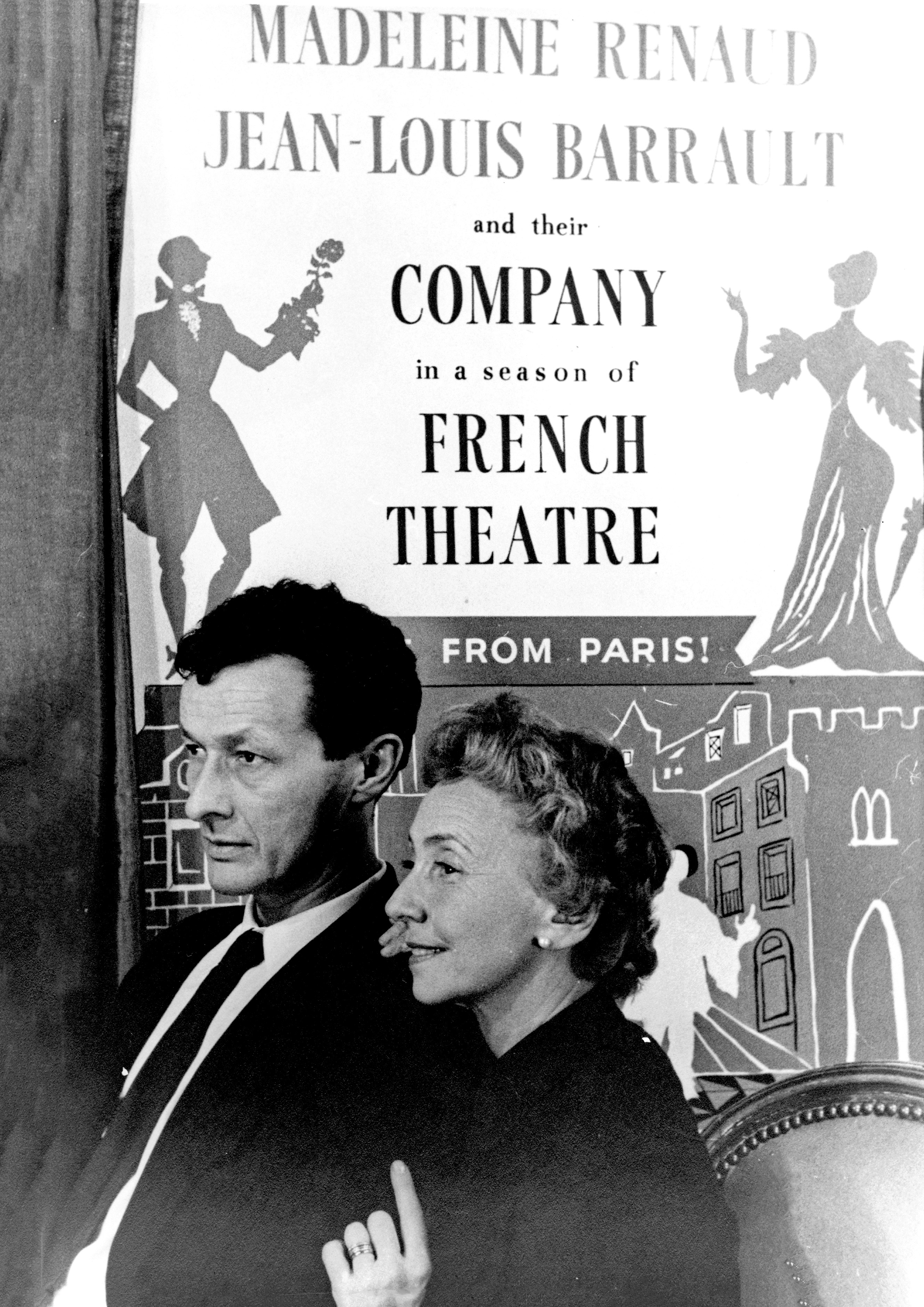
マドレーヌ・ルノーと(1952)

1939年（29歳）、第二次世界大戦に召集されて還り、1940年、臨時支配人ジャック・コポーに招かれ、コメディ・フランセーズに入座した。1943年正座員となりクローデルの『繻子の靴』を演出・上演したことは、ナチスによる被占領期の快挙として、記録されている。この頃、同座の女優マドレーヌ・ルノーと結婚した。1943年から1944年にかけて、『天井桟敷の人々』で主人公を演じるための撮影にかかわった。
1946年、改革の政令を不服として、ルノーと共にコメディ・フランセーズを去って『ルノー＝バロー劇団』 (la compagnie Renaud-Barrault)を組織し、マリニー劇場（Théâtre Marigny）と10年契約を結んだ。
契約が切れた1956年以降、一座は地方都市や外国へ、旅興行を続けた。
1959年、時の文化相アンドレ・マルローが、オデオン座をコメディ・フランセーズから分離し、フランス劇場（Théâtre de France）と名付け、『ルノー＝バロー劇団』に預けた。バローはそこで自らの演劇活動を行うかたわら、『諸国民演劇祭』（Théâtre des nations）をもよおし、アメリカの『リヴィング・シアター』（The Living Theatre）を招くなど、世界の演劇に門を開いた。
1968年、五月革命の学生らに劇場の占拠を許したかどで、劇団はオデオン座を追われ、その暮から翌春まで、闘技小屋のエリゼ・モンマルトル（Élysée Montmartre）、1974年から1980年までオルセー駅内の仮設小屋などで興行したのち、1981年、時の文化相ジャン＝フィリップ・ルカ（Jean-Philippe Lecat）の斡旋で、ロン・ポワン劇場（Théâtre du Rond-Point）に落着いた。
ルノー＝バロー劇団は、1960年、1977年、1979年の3回、来日した。
1994年1月、心臓発作により、パリに没した。同年9月に後を追ったマドレーヌ・ルノーと、パッシー墓地に眠っている。
50本近い映画に出演した。

## 舞台
再演は記さない。

### アトリエ座時代
- 1935年：フォークナー作『母をめぐって』、演出
- 1937年：セルバンテス作『ヌマンシアの包囲』、演出
- 1939年：クヌート・ハムスン作『飢え』、演出

### コメディ・フランセーズ時代
- 1940年：コルネイユ作『ル・シッド』、演出
- 1940年：ラシーヌ作『フェードル』、演出
- 1941年：シェイクスピア作『ハムレット』、出演
- 1941年：アイスキュロス作『嘆願する女たち』、スタッド・ローラン・ギャロスで上演、芸術監督
- 1943年：ポール・クローデル作『繻子の靴』、演出
- 1945年：シェイクスピア作『アントニーとクレオパトラ』、演出
- 1945年：アルベール・カミュ作『カリギュラ』、演出
- 1945年：フランソワ・モーリアック作『愛されぬ人々』（Les Mal-Aimés）、演出

### マリニー劇場時代
- 1946年：シェイクスピア作『ハムレット』、演出
- 1946年：マリヴォー作『偽りの告白（フランス語版）』 (Les fausses confidences)
- 1946年：アルマン・サラクルー作『怒りの夜』（Les nuits de la colère）
- 1946年：カフカ作『審判』
- 1947年：モリエール作『アンフィトリオン』
- 1947年：アントン・チェーホフ作『桜の園』
- 1948年：ジョルジュ・フェドー（Georges Feydeau）作『アメリーにご執心』（Occupe-toi d'Amélie）
- 1948年：カミュ作『戒厳令（フランス語版）』
- 1948年：クローデル作『真昼に分つ（フランス語版）』
- 1949年：モリエール作『スカパンの悪だくみ』、ルイ・ジューヴェ演出
- 1950年：ジャン・アヌイ（Jean Anouilh）作『下稽古または罰せられた恋』（La répétition ou l'amour puni）
- 1950年：アンリ・ド・モンテルラン（Henry de Montherlant）作『マラテスタ』 (Malatesta)
- 1951年：アンドレ・オベイ（André Obey）作『ラザール』 (Lazare)
- 1951年：ジャン・コクトー作『バッカス』
- 1952年：ジャン・ジロドゥ作『ジークフリード（フランス語版）』
- 1953年：ジロドゥ作『リュクレースのために（フランス語版）』
- 1953年：クローデル作『クリストファー・コロンブスの書物（フランス語版）』
- 1954年：ジュルジュ・シュアデ（Georges Schehadé）作『格言の夜』（La Soirée des proverbes）
- 1955年：アイスキュロス作『オレステイア』
- 1955年：クリストファー・フライ（Christopher Fry）作『囚人の夢』 (A Sleep Of Prisoners)
- 1956年：ジャン・ヴォティエ (Jean Vautier)作『たたかう男』 (Le Personnage comattant)
- 1957年：シュアデ作『ヴァスコの話』 (Histoire de Vasco)
- 1957年：ヴィクトル・ユゴー作『リュイ・ブラス』

### オデオン座時代
- 1959年：クローデル作『黄金の頭』
- 1960年：イオネスコ作『犀』
- 1961年：ジロドゥ作『ユディット』
- 1961年：フェドー作『晴には君と歩けない』（Mais, n'te promène donc pas toute nue）
- 1961年：ジョルジュ・シェアデ（Georges Schéhadé）作『旅』 (Le Voyage)
- 1961年：オベイ作『リュクレースの凌辱』（Le Viol de Lucrèce）
- 1962年：ラシーヌ作『アンドロマック』
- 1963年：イオネスコ作『空中歩行者』
- 1963年：サミュエル・ベケット作『幸福な日々』 (Oh les beaux jours)、ブラン（Roger Blin）演出
- 1964年：フランソワ・ビエドゥー（François Billetdoux）作『曇の中を通るべし』 (Il faut passer par les nuages)
- 1965年：マルグリット・デュラス作『木立の中の日々』
- 1966年：ジャン・ジュネ作『屏風』、ブラン演出
- 1966年：シェイクスピア作『ヘンリー四世』
- 1967年：フローベル作『聖アントワーヌの誘惑』、モーリス・ベジャール演出
- 1967年：エドワード・オールビー作『デリケート・バランス』
- 1967年：ナタリー・サロート作『静寂』 (Le Silence)
- 1967年：サロート作『嘘』 (le Mensonge)

### 仮住まい時代
- 1968年：ジャン＝ルイ・バロー作『ラブレー』 (Rabelais)、エリゼ・モンマルトル、演出
- 1970年：バロー作『丘の上のジャリ』 (Jarry sur la butte)エリゼ・モンマルトル、演出
- 1973年：モリエール作『町人貴族』、コメディ・フランセーズ、演出
- 1974年：ニーチェ作『ツァラトゥストラはかく語りき』、オルセー駅内仮設劇場
- 1976年：三島由紀夫作『サド侯爵夫人』オルセー駅内仮設劇場
- 1977年：ヴィリエ・ド・リラダン作『新世界』、オルセー駅内仮設劇場
- 1978年：『千夜一夜物語』、オルセー駅内仮設劇場（大魔法サーカス團と共演）

### ロン・ポワン劇場時代
- 1981年：アプレイウス、ラ・フォンテーヌ、モリエールから編集したバローのショー、『ラムール・ド・ラムール』 (L'Amour de l'amour)
- 1982年：ジョルジュ・クーローニュ（Georges Coulonges）作『シュトラウス家の人たち』 (Les Strauss)

## 主な映画
| 公開年 | 邦題 原題                                              | 役名                                                        | 備考                              |
| ------ | ------------------------------------------------------ | ----------------------------------------------------------- | --------------------------------- |
| 1935   | みどりの園 Les beaux jours                             | レネ                                                        |                                   |
| 1936   | ジェニイの家 Jenny                                     |                                                             |                                   |
| 1936   | 美しき青春 Hélène                                      | ピエール                                                    |                                   |
| 1936   | 楽聖ベートーヴェン Un grand amour de Beethoven         | ルートヴィヒ・ヴァン・ベートーヴェン                        |                                   |
| 1937   | 王冠の真珠 Les Perles de la couronne                   | ジャン・マルタン フランソワ1世 ポール・バラス ナポレオン3世 | サシャ・ギトリ監督 シネクラブ上映 |
| 1941   | デジレ Le Destin fabuleux de Désirée Clary             | ナポレオン・ボナパルト                                      | サシャ・ギトリ監督                |
| 1942   | 幻想交響楽 La symphonie fantastique                    | エクトル・ベルリオーズ                                      |                                   |
| 1944   | 泣きぬれた天使 L'ange de la nuit                       | ジャック・マルタン                                          |                                   |
| 1945   | 天井桟敷の人々 Les enfants du paradis                  | ジャン・バチスト／ガスパール・ドビュロー                    |                                   |
| 1945   | しのび泣き La part de l'ombre                          | ミシェル・クレメール                                        |                                   |
| 1950   | 輪舞 La ronde                                          | ロベルト（詩人）                                            |                                   |
| 1954   | ヴェルサイユ語りなば Si Versailles m'était conté...    | フェヌロン                                                  | サシャ・ギトリ監督 映画祭上映     |
| 1958   | コルドリエ博士の遺言 Le testament du Docteur Cordelier | コルドリエ博士                                              | テレビ映画                        |
| 1958   | グレバン蝋美術館 Musée Grévin                          | 本人                                                        | 短編                              |
| 1962   | 史上最大の作戦 The Longest Day                         | ルイ・ルーラン神父                                          |                                   |
| 1966   | チャパクア Chappaqua                                   | ブノワ博士                                                  |                                   |
| 1982   | ヴァレンヌの夜 La Nuit de Varennes                     | レチフ・ド・ラ・ブルトンヌ                                  | エットレ・スコーラ監督 映画祭上映 |

### 著書・日本語訳
- 梅田晴夫編訳『フランス俳優論』（ルイ・ジューヴェ、ガストン・バティとの共著）、未來社 てすぴす叢書（1955）
- 石沢秀二訳『明日への贈物：ジャン＝ルイ・バロー自伝』 新潮社 (1975)

Souvenirs pour demain, 1972